# Calvaire de Bredons
Le calvaire de Bredons est un calvaire situé en France sur la commune d'Albepierre-Bredons, dans la région Auvergne-Rhône-Alpes.

## Localisation
Le calvaire se trouve sur la place publique de Bredons, un bourg du département du Cantal, dans l'ancienne région administrative d'Auvergne.

## Description
De style gothique, le calvaire présente un fût cylindrique orné de multiples motifs hémisphériques en forme de « têtes de clous ».

## Protection
Le calvaire est inscrit au titre des monuments historiques par arrêté du 12 janvier 1931.